# 南国交通鹿児島営業所

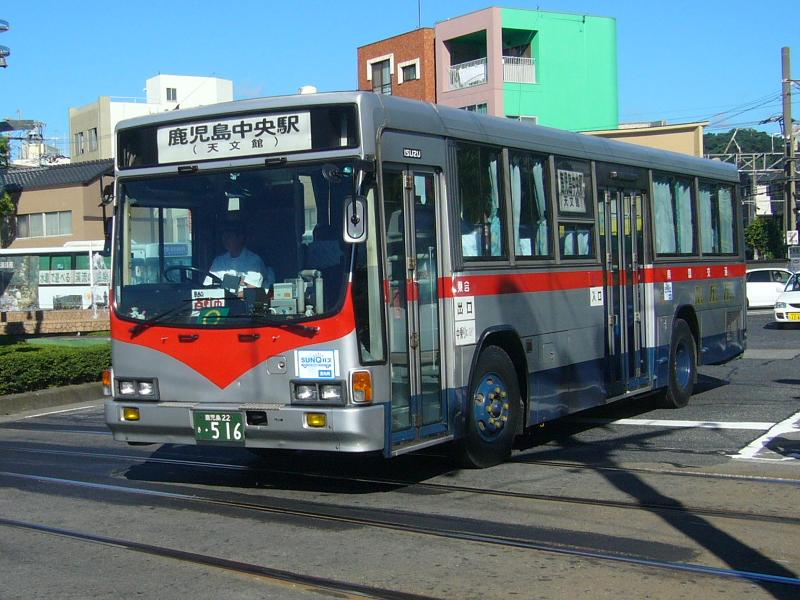
鹿児島営業所所属車両

南国交通鹿児島営業所（なんごくこうつうかごしまえいぎょうしょ）は、鹿児島県鹿児島市小野町にある南国交通の営業所。
高速バス路線や鹿児島市コミュニティバス「あいばす」、鹿児島市を中心に一般路線、スクール路線などを担当する。

## 現行路線
高速バス路線については次項を参照。鹿児島市コミュニティバス「あいばす」については、鹿児島市コミュニティバスを参照。

### 鹿児島市内路線一覧
| 路線番号                                                                      | 路線名                   | 起点                                           | 主な経由地 | 終点                                           | 備考                                                                                    |
| ----------------------------------------------------------------------------- | ------------------------ | ---------------------------------------------- | --- | ---------------------------------------------- | --------------------------------------------------------------------------------------- |
| N1                                                                            | 花棚線                   | 鹿児島中央駅                                   | 天文館・金生町・鹿児島駅前・清水町・早馬・無線前・帯迫・養護学校前・上花棚                                                       | 花棚・吉田インター前                           | [ * 1 ] [ ** 1 ] [ *** 1 ] [ *** 2 ] [ *** 3 ] [ *** 4 ] [ *** 5 ] [ *** 6 ] [ *** 7 ]  |
| N1                                                                            | 花棚線                   | 鴨池港                                         | 農協会館前・県庁前・天保山・大門口・金生町・鹿児島駅前・清水町・早馬・無線前・帯迫・上花棚                                       | 花棚・吉田インター前                           | [ * 2 ] [ ** 2 ] [ *** 8 ]                                                              |
| N1-3                                                                          | 花棚・本城線             | 鹿児島中央駅                                   | 天文館・金生町・鹿児島駅前・清水町・早馬・無線前・帯迫・上花棚・宮之浦神社前・教育センター前・大原・本吉田                       | 本城                                           | [ * 1 ] [ ** 3 ] [ *** 1 ] [ *** 7 ]                                                    |
| N1-5                                                                          | 花棚・教育センター線     | 鹿児島中央駅                                   | 天文館・金生町・鹿児島駅前・清水町・早馬・無線前・帯迫・上花棚・宮之浦神社前                                                     | 教育センター前                                 | [ * 1 ] [ ** 4 ] [ *** 1 ] [ *** 2 ] [ *** 3 ] [ *** 7 ]                                |
| N1-5                                                                          | 花棚・教育センター線     | 鴨池港                                         | 農協会館前・県庁前・天保山・大門口・金生町・鹿児島駅前・清水町・早馬・無線前・帯迫・上花棚・宮之浦神社前                         | 教育センター前                                 | [ * 2 ] [ ** 5 ] [ *** 8 ]                                                              |
| N2                                                                            | 旭ヶ丘ニュータウン線     | 鹿児島中央駅                                   | 天文館・金生町・鹿児島駅前・清水町・早馬・大明ヶ丘中央・大明ヶ丘西                                                               | 旭ヶ丘中央                                     | [ * 1 ] [ ** 6 ] [ *** 1 ] [ *** 2 ] [ *** 3 ] [ *** 4 ] [ *** 9 ] [ *** 7 ] [ *** 10 ] |
| N4                                                                            | 吉野ゴルフ場線           | 鹿児島中央駅                                   | 天文館・金生町・鹿児島駅前・清水町・雀ヶ宮・布ヶ谷・中ノ町・中別府入口・七社・吉野公園                                           | 吉野ゴルフ場                                   | [ * 1 ] [ ** 7 ] [ *** 1 ] [ *** 2 ] [ *** 3 ] [ *** 6 ] [ *** 7 ]                      |
| N5                                                                            | 中別府団地線             | 鹿児島中央駅                                   | 天文館・金生町・鹿児島駅前・清水町・早馬・無線前・帯迫・菖蒲谷入口・菖蒲谷・少年自然の家入口                                     | 中別府団地                                     | [ * 1 ] [ ** 8 ] [ *** 1 ] [ *** 2 ] [ *** 3 ] [ *** 4 ] [ *** 6 ] [ *** 9 ] [ *** 7 ]  |
| N6                                                                            | 宮之浦団地線             | 鹿児島中央駅                                   | 天文館・金生町・柳町・稲荷町・早馬・無線前・帯迫・菖蒲谷・菖蒲谷北                                                               | 宮之浦団地北                                   | [ * 1 ]                                                                                 |
| N6                                                                            | 宮之浦団地線             | 鴨池港                                         | 農協会館前・県庁前・天保山・大門口・金生町・鹿児島駅前・清水町・早馬・無線前・帯迫・菖蒲谷・菖蒲谷北                             | 宮之浦団地北                                   | [ * 3 ]                                                                                 |
| N7                                                                            | 本城線                   | 鹿児島中央駅                                   | 天文館・金生町・竪馬場・坂元郵便局前・下田三文字・緑ヶ丘団地入口・教育センター前・大原・本吉田・本城・吉田麓・蒲生               | 楠田車庫・蒲生高校前                           |                                                                                         |
| N8                                                                            | 緑ヶ丘団地線             | 鹿児島中央駅                                   | 天文館・金生町・竪馬場・坂元郵便局前・下田三文字・緑ヶ丘団地入口                                                                 | 緑ヶ丘団地南・大久保                           |                                                                                         |
| N9                                                                            | 伊敷団地線               | 鹿児島中央駅                                   | 天文館・金生町・竪馬場・坂元郵便局前・下田三文字・緑ヶ丘団地入口・伊敷団地                                                       | 伊敷小前                                       |                                                                                         |
| N10                                                                           | 10号線方面線             | 鹿児島中央駅                                   | 天文館・鹿児島駅・仙巌園・重富・帖佐・蒲生                                                                                       | 松川内・黒木三文字                             |                                                                                         |
| N11                                                                           | 武岡ハイランド線         | 鹿児島駅前                                     | 金生町・天文館・鹿児島中央駅・柳田通り・田上・田上小前・洗出・武岡団地入口・武岡小前・ハイランド東・ハイランド西                 | 武岡ハイランド                                 | [ * 1 ] [ ** 9 ] [ *** 11 ] [ *** 12 ]                                                  |
| N12                                                                           | 武岡台高校線             | 鹿児島駅前                                     | 金生町・天文館・鹿児島中央駅・柳田通り・田上・田上小前・洗出・武岡団地入口・武岡小前・ハイランド東・ハイランド西                 | 武岡台高校                                     | [ * 2 ] [ ** 10 ] [ *** 11 ] [ *** 12 ]                                                 |
| N13                                                                           | 北部清掃工場線           | 鹿児島駅                                       | 天文館・鹿児島中央駅・田上・ハイランド東・入口・ハイランド西                                                                     | 北部清掃工場                                   |                                                                                         |
| N14                                                                           | 西郷団地線               | 鹿児島駅前                                     | 金生町・天文館・鹿児島中央駅・柳田通り・田上・田上小前・後庵・西陵中前                                                           | 西陵七丁目                                     | [ * 1 ] [ ** 11 ] [ *** 11 ] [ *** 12 ]                                                 |
| N14                                                                           | 西郷団地線               | 鹿児島駅前                                     | 金生町・天文館・鹿児島中央駅・柳田通り・武岡トンネル・後庵・西陵中前                                                             | 西陵七丁目                                     | [ * 1 ] [ ** 12 ] [ *** 11 ] [ *** 12 ]                                                 |
| N15                                                                           | 大峯団地線               | 鹿児島駅前                                     | 金生町・天文館・鹿児島中央駅・柳田通り・田上・田上小前・後庵・西陵中前・西陵七丁目・西陵四丁目・出口橋・大峯団地中央・鹿実高校前 | 大峯団地車庫                                   | [ * 1 ] [ ** 13 ] [ *** 11 ] [ *** 12 ]                                                 |
| N15                                                                           | 大峯団地線               | 鹿児島駅前                                     | 金生町・天文館・鹿児島中央駅・柳田通り・武岡トンネル・後庵・西陵中前・西陵七丁目・西陵四丁目・出口橋・大峯団地中央・鹿実高校前   | 大峯団地車庫                                   | [ * 1 ] [ ** 14 ] [ *** 11 ] [ *** 12 ]                                                 |
| N16                                                                           | 文化工芸村線             | 鹿児島駅                                       | 天文館・鹿児島中央駅・田上・武岡トンネル・西陵・大峯団地                                                                         | 文化工芸村                                     |                                                                                         |
| N18                                                                           | 松元・伊集院線           | 鹿児島駅前                                     | 金生町・天文館・鹿児島中央駅・柳田通り・田上・田上小前・後庵・（西陵七丁目）・出口橋・池田高校前・仁田尾口・仁田尾団地・石谷     | 健生苑前                                       | [ * 1 ] [ ** 15 ] [ *** 11 ] [ *** 12 ]                                                 |
| N19                                                                           | 鴨池港線                 | 花棚・吉田インター前                           | 上花棚・帯迫・無線前・早馬・清水町・鹿児島駅前・金生町・大門口・天保山・県庁前・農協会館前                                       | 鴨池港                                         | [ * 2 ] [ ** 16 ] [ *** 11 ]                                                            |
| N19                                                                           | 鴨池港線                 | 宮之浦団地北                                   | 帯迫・無線前・早馬・清水町・鹿児島駅前・金生町・大門口・天保山・県庁前・農協会館前                                               | 鴨池港                                         | [ * 3 ]                                                                                 |
| N20                                                                           | 明和循環線               | 鹿児島中央駅西口                               | 樟南高校・武岡団地・明和 | 県営住宅                                       |                                                                                         |
| N150                                                                          | 南埠頭線                 | 鹿児島中央駅                                   | 天文館・市役所前・水族館前・ドルフィンポート                                                                                     | 高速船ターミナル                               |                                                                                         |
| N22                                                                           | 吉野・坂元循環線         | 鹿児島中央駅                                   | 天文館・鹿児島駅・帯迫・下田三文字・水族館口                                                                                     | 鹿児島中央駅                                   |                                                                                         |
| N23                                                                           | 坂元・吉野循環線         | 鹿児島中央駅                                   | 天文館・水族館口・下田三文字・帯迫・鹿児島駅                                                                                     | 鹿児島中央駅                                   |                                                                                         |
| N24                                                                           | 大峯団地・武台高線       | 大峯車庫                                       | 大峯団地・西陵・洗出・ハイランド入口                                                                                             | 武岡台高校                                     | (平日のみ運行)                                                                          |
| N25                                                                           | 西陵・中央駅西口線       | 西陵四丁目                                     | 後庵・武岡トンネル・西田本通り                                                                                                   | 鹿児島中央駅西口                               |                                                                                         |
| N26                                                                           | 武岡・中央駅西口線       | 北部清掃工場                                   | ハイランド東・樟南高校 | 鹿児島中央駅西口                               |                                                                                         |
| N27                                                                           | 鹿児島中央駅前線         | 一部路線を除く上記路線の鹿児島中央駅前行きの便 | 一部路線を除く上記路線の鹿児島中央駅前行きの便                                                                                   | 一部路線を除く上記路線の鹿児島中央駅前行きの便 | [ *** 7 ]                                                                               |
| N28                                                                           | 鹿児島駅前線             | 一部路線を除く上記路線の鹿児島駅前行きの便     | 一部路線を除く上記路線の鹿児島駅前行きの便                                                                                       | 一部路線を除く上記路線の鹿児島駅前行きの便     | [ *** 12 ]                                                                              |
| N32                                                                           | 清水・常盤線             | 常盤                                           | 西田本通り・鹿児島中央駅・市役所前・鹿児島駅前・小坂通→玉龍高校前→清水町→小坂通→鹿児島駅前（以降往路に準じる）                   | 常盤                                           |                                                                                         |
| N36                                                                           | 吉野線                   | 鹿児島中央駅                                   | 天文館・市役所前・竪馬場・玉龍高校前・東高校下・実方入口・大石様河・吉野支所前・中別府・石郷                                     | 上之原                                         |                                                                                         |
| N36-2                                                                         | 吉野（せばる団地経由）線 | 鹿児島中央駅                                   | 天文館・市役所前・竪馬場・玉龍高校前・せばる団地・実方入口・大石様河                                                             | 吉野支所前                                     |                                                                                         |
| N36-3                                                                         | 吉野（葛山）線           | 鹿児島中央駅                                   | 天文館・市役所前・竪馬場・玉龍高校前・東高校下                                                                                   | 葛山                                           |                                                                                         |
| N36-4                                                                         | 吉野（吉野公園）線       | 鹿児島中央駅                                   | 天文館・市役所前・竪馬場・玉龍高校前・せばる団地・実方入口・大石様河                                                             | 吉野公園                                       |                                                                                         |
| N41                                                                           | 永吉線                   | 市役所前                                       | 天文館・高見馬場・加治屋町・鹿児島高校前・かけごし ・永吉町 → 鹿児島アリーナ前 → 修学館前 → 永吉町（以降往路に準じる）           | 市役所前                                       |                                                                                         |
| N42                                                                           | 葛山線                   | 鹿児島中央駅                                   | 天文館・市役所前・竪馬場・玉龍高校前・せばる団地                                                                                 | 葛山                                           |                                                                                         |
| 市4                                                                           | 城山・玉里線             | 鹿児島中央駅                                   | 天文館・市役所前・城山トンネル・城山団地中央・玉里町・玉里団地中央・玉里団地北口                                                 | 交通局北営業所                                 | (鹿児島市営バスとの相互乗り入れ路線)                                                    |
| 市26                                                                          | 明和線                   | 旭ヶ丘ニュータウン中央                         | 雀ヶ宮・鹿児島駅・市役所前・天文館・高見馬場・鹿児島中央駅・鹿児島高校・かけごし・明和東・明和                                   | 武岡台高校                                     | (鹿児島市営バスとの相互乗り入れ路線、2021年4月より当社単独営業となる。)                 |
| ダイヤにおける注釈 1. 2. 3.                                                   |                          |                                                | |                                                |                                                                                         |
| バス停留所における注釈 1. 2. 3. 4. 5. 6. 7. 8. 9. 10. 11. 12. 13. 14. 15. 16. |                          |                                                | |                                                |                                                                                         |
| 路線番号における注釈 1. 2. 3. 4. 5. 6. 7. 8. 9. 10. 11. 12.                   |                          |                                                | |                                                |                                                                                         |
| 移管・民間譲渡における注釈                                                    |                          |                                                | |                                                |                                                                                         |

||

## 高速バス
南国交通が運行する高速バスの運行を担当している。

### 現行路線
いずれも昼行路線である。
| 路線名     | 行先                   | 共同運行会社                                                                                                 |
| ---------- | ---------------------- | --- |
| 桜島号     | 福岡（博多BT・天神BT） | 鹿児島交通鹿児島営業所・鹿児島交通観光バス鹿児島営業所・JR九州バス鹿児島支店・西日本鉄道福岡高速自動車営業所 |
| きりしま号 | 熊本（桜町BT）         | 鹿児島交通鹿児島営業所・九州産交バス高速営業所                                                               |

### 過去の路線
一部の路線における県外共同運行会社の車庫管理も行っていた。
| 種類 | 路線名     | 行先                  | 共同運行会社                                                             |
| ---- | ---------- | --------------------- | ------------------------------------------------------------------------ |
| 夜行 | さつま号   | 大阪（新大阪・梅田）  | 阪急観光バス大阪営業所                                                   |
| 夜行 | 南洲号     | 京都（京都駅・洛西）  | 鹿児島交通鹿児島営業所・林田バス鹿児島営業所・京都交通中山営業所         |
| 夜行 | 錦江湾号   | 名古屋（名鉄BC）      | 鹿児島交通鹿児島営業所・林田バス鹿児島営業所・名古屋鉄道名古屋中央営業所 |
| 昼行 | ランタン号 | 長崎（長崎駅）        | 長崎県営バス長崎営業所                                                   |
| 昼行 | はまゆう号 | 宮崎（宮交C・宮崎駅） | 宮崎交通宮崎中央営業所                                                   |

このほか、「桜島号」夜行便も運行していた。

## 車庫
- 鹿児島営業所の他にも吉田インター前車庫、花棚車庫、宮之浦団地車庫、中別府団地車庫、吉野公園車庫、旭ヶ丘ニュータウン車庫、緑ヶ丘団地車庫、大峯団地車庫、武岡台高校車庫、皇徳寺車庫、本城車庫、楠田車庫(姶良市蒲生町)と駐在車庫が多数存在している。
- かつては伊敷(鹿児島市伊敷)、石谷、下入佐、四元(ともに鹿児島市松元町)、飯牟礼(日置市伊集院町)、藺牟田温泉(薩摩川内市祁答院町)にも駐在車庫があった。伊敷車庫は貸切バスを運行する南国交通観光の車庫の一部敷地を間借りする形をとっていた。